# 1793
| 1793                        |
| --------------------------- |
| Dødsfald - Fødsler          |
| • Begivenheder • Litteratur |

| Gregoriansk kalender | 1793 MDCCXCIII          |
| Ab urbe condita      | 2546                    |
| Armensk kalender     | 1242 ԹՎ ՌՄԽԲ            |
| Kinesiske kalender   | 4489 – 4490 壬子 – 癸丑 |
| Etiopisk kalender    | 1785 – 1786             |
| Jødisk kalender      | 5553 – 5554             |
| Hindukalendere       |                         |
| - Vikram Samvat      | 1848 – 1849             |
| - Shaka Samvat       | 1715 – 1716             |
| - Kali Yuga          | 4894 – 4895             |
| Iransk kalender      | 1171 – 1172             |
| Islamisk kalender    | 1208 – 1209             |

Konge i Danmark: Christian 7. 1766-1808
Se også 1793 (tal)

## Begivenheder

### Januar
- 23. januar – Ved Polens anden deling tager Rusland og Preussen hver et stykke af Polen

### Februar
- 1. februar – Frankrig erklærer England krig

### Marts
- 4. marts - USA indsættes George Washington i sin anden embedsperiode
- 7. marts – Frankrig erklærer Spanien krig

### Juni
- 24. juni - Frankrig får sin første republikanske forfatning

### Juli
- 13. juli - Revolutionslederen Jean-Paul Marat myrdes af Charlotte Corday

### August
- 1. august - Frankrig introducerer som det første land i verden metersystemet for mål og vægt, et biprodukt af den franske revolution
- 10. august - Louvre-museet i Paris åbner for første gang, med en udstilling med 537 malerier og 184 andre kunstværker

### Oktober
- 15. oktober - den franske dronning Marie Antoinette dømmes skyldig i højforræderi
- 16. oktober - den franske dronning Marie Antoinette, guillotineres i Paris på Place de la Révolution

### November
- 8. november - museet på Louvre åbnes af revolutionsregeringen. Det er dog kun en del af de store samlinger, der er tilgængelige for offentligheden.

- 15. november - der åbnedes for offentlig adgang til Det Kongelige Bibliotek i København

### Udateret
- august til november - En gul feber-epidemi rammer Philadelphia.

## Født
- 22. april - Ludvig Bødtcher, dansk forfatter (død 1874).

## Dødsfald
- 21. januar - Ludvig 16., konge af Frankrig og Navarra fra 1774 til 1792 (henrettes, født 1754).
- 15. september - Theodor Holmskiold, dansk botaniker, hofmand og gehejmeråd (født 1731).
- 3. oktober – Fletcher Christian, engelsk leder af mytteriet på Bounty (myrdet, født 1764).
- 8. oktober - John Hancock, amerikansk statsmand og den første af underskriverne på USA's uafhængighedserklæring (født 1737).
- 16. oktober – Marie Antoinette, eksdronning af Frankrig (henrettet se Begivenheder, født 1755).
- 3. november - Olympe de Gouges, født Marie Gouze fransk forfatterinde og feminist, henrettet ved guillotine. (født 1748).